# Mednarodni spori držav naslednic Jugoslavije
Z razpadom Jugoslavije v začetku devetdesetih let je prišlo do številnih mednarodnih sporov med državami naslednicami nekdanje Jugoslavije. Ob tem so ponovno vzplamteli številni mirujoči spori z drugimi evropskimi državami, ki jih morajo reševati sedaj novonastale države. 
Med največje spore med naslednicami Jugoslavije sodijo vojaški spopadi, ki so sledili razglasitvi neodvisnosti Slovenije in Hrvaške leta 1991 ter Bosne in Hercegovine leta 1992. 

## Oboroženi spori in spopadi (vojne)
Slovenski parlament je na osnovi izida plebiscita 26. junija 1991 razglasil neodvisno slovensko državo. Isti večer je zvezna vlada (izvršni svet) v Beogradu sprejel odlok o zavarovanju državnih meja v Sloveniji, s čimer sta Jugoslovanska ljudska armada (JLA) in zvezna policija imeli prosto pot za oboržen nastop v Sloveniji. Napad JLA na Slovenijo se je pričel v četrtek, 27. junija ob 1:15 ponoči, ko je protiletalska oklepna baterija prestopila slovensko-hrvaško državno mejo pri Metliki, ob 2:40 pa je iz vrhniške vojašnice proti Brniku krenil 1. oklepni bataljon JLA. To je bil prvi vojni spopad na ozemlju nekdanje Jugoslavije in prvi vojni spopad v Evropi po koncu druge svetovne vojne. Istega dne so tanki JLA iz Maribora krenili proti mejnemu prehodu Šentilj in proti Dravogradu. Zaradi tega je slovenski predsednik Milan Kučan kot vrhovni poveljnik oboroženih sil ukazal napad na enote Jugoslovanske vojske. Slovenske sile so hitro napredovale in do četrtka, 4. julija zavzele vse mejne prehode in večino zalog orožja JLA v Sloveniji. Prelomnico so predstavljali boji v dneh okoli 28. junija (Medvedjek, Rožna dolina, Vrtojba, letalsko bombardiranje Murske Sobote, Brnika, Kuma, Boča in Nanosa) in 2. julija, ko so potekali težki spopadi za Maribor, Gornjo Radgono ter kraje na vzhodnem Štajerskem in v Prekmurju. Zatem se je jugoslovanska vojska pričela umikati iz Slovenije v hrvaške vojašnice. Vojna se je končala z Brionsko deklaracijo 7. julija 1991, zadnji vojak JLA pa je Slovenijo zapustil oktobra 1991 v Kopru. 
Na Hrvaškem je del srbske narodne manjšine je po razglasitvi neodvisnosti, na ozemeljskih delih, kjer so Srbi predstavljali večino, razglasil Srbsko republiko Krajino (RSK), ki je obsegala skoraj tretjino ozemlja novonastale hrvaške države. Zatem so s teh ozemelj pobegnili ali bili pregnani skoraj vsi Nesrbi. Večji del RSK je bil leta 1995 s hrvaško vojaško silo (operaciji »Blisk« in »Nevihta«) reintegriran, medtem ko so bili deli Vzhodne Slavonije z Erdutskim sporazumom sprva postavljeni pod prehodno upravo Združenih narodov (misija UNTAES) in leta 1998 vključeni v ozemlje hrvaške države.
Po razglasitvi neodvisnosti večnacionalne Bosne in Hercegovine (BiH) 1. marca 1992, s čimer se niso strinjali Hrvati in Srbi, so Hrvati, ki so predstavljali 17 % prebivalstva BiH, na ozemlju Hercegovine razglasili Hrvaško republiko Herceg-Bosno, Srbi, ki so predstavljali 31% prebivalstva BiH pa Republiko Srbsko na severnem delu države. Boji med Bošnjaki in Hrvati so potekali hudi boji za kraje Vitez, Novi Travnik, Gornji Vakuf in Mostar in se končali z operacijo Neretva '93, ki pa je bila predčasno prekinjena in po kateri so Bošnjaki in Hrvati sklenili premirje ter zavezništvo v bojih proti Srbom. Vojska Republike Srbske je bila poražena v operaciji Poletje '95, vojna v Bosni in Hercegovini pa se je končala 21. novembra 1995 s podpisom Daytonskega sporazuma v ZDA.
Vrenje na Kosovu se je začelo javno kazati šele na začetku osemdesetih let, po smrti Tita. Vzrok so bile politične razprtije med Albanci in Srbi, ki pa jih je poglobila še gospodarska kriza. Leta 1981 so na Kosovu zahtevali svojo republiko, s katero bi dobili več pravic, protesti pa so bili večinoma na silo razgnani. V drugi polovici osemdesetih let so se razmere na Kosovu zaradi srbskega nacionalizma (odpuščanje delavcev albanskega rodu, prepoved albanskega jezika, ukinjanje šol, večina podjetji je postala državna last ...) še poslabšale, zato so Albanci septembra 1991 izpeljali referendum o odcepitvi, ki ga je podprlo 90% Albancev, vendar je Srbija referendum razglasila za neveljavnega. Istega leta je bila ustanovljena tudi Kosovska osvobodilna vojska (KOV), ki je zaradi napadov na Srbe in državne institucije kmalu pristala na seznamu terorističnih organizacij.
Prvi oboroženi spopadi so se začeli v začetku leta 1996, ko so enote KOV napadle srbske varnostne sile in institucije. Srbska policija in varnostne sile so na vsako agresijo KOV odgovorile še z večjo agresijo, kar je imelo za posledico veliko civilnih žrtev. Združeni narodi in ZDA so zahtevali takojšnjo prekinitev ognja, a do tega ni prišlo. Ob pomoči Rusije so na Kosovo prišli mednarodni opazovalci. V spopadih leta 1998 je bilo iz domov pregnanih več kot 250.000 Albancev. Varnostni svet Združenih narodov je konec septembra 1998 sprejel resolucijo, ki je predvidevala zračne napade Natovih letal na srbske položaje. Zastraševanje je uspelo, saj je bilo oktobra istega leta podpisano premirje, ki pa ni zdržalo dolgo. 24. marca 1999 so Natova letala začela z bombardiranjem vojaških objektov jugoslovanske vojske, ko so uvideli, da bombardiranja nimajo zaželenega učinka, pa so prešli še na t. i. objekte za dvojno uporabo: mostove, železnico, ceste, RTV oddajnike, energetske objekte in aprila je NATO začel resno razmišljati o kopenski operaciji, do katere pa ni prišlo, saj je v zadnjem trenutku vskočila Rusija in ob pomoči Finske od Miloševića zahtevala premirje in ga tudi dobila. 3. julija je bilo dokončno podpisano trajno premirje, 10. julija so bile ustavljene vse letalske operacije, dva dneva pozneje so na Kosovo prišle mednarodne sile za zagotavljanje miru KAFOR. V skladu z mirovnim sporazumom se se morale iz Kosova umakniti vse enote jugoslovanske vojske in policije, državne ustanove pa so morali predati predstavnikom mednarodnih sil. Kosovo je razglasilo neodvisnost Sedemnajstega februarja 2008, a mednarodne enote KAFOR-ja ostajajo. Kosovske neodvisnosti tudi niso priznale vse države, vključno z Rusko federacijo in Srbijo. 

## Mejni spori
Po razglasitvi neodvisnosti Slovenije in Hrvaške se je v Haagu pričela Mirovna konferenca za Jugoslavijo pod vodstvom Petra Carringtona. Sodniška komisija te konference, ki jo je vodil Robert Badinter (Badinterjeva komisija) je 7. decembra 1991 sklenila, da »ne gre za odcepitev, temveč za razpad« nekdanje Jugoslavije. Meje med nekdanjimi republikami so ostale nespremenjene in Badinterjeva komisija jih je razglasila za meddržavne meje. Države, nastale na ozemlju nekdanje Jugoslavije doslej niso uspele dokončno rešiti niti enega mejnega spora o natančnem poteku meje z demarkacijo. Edina meja, ki je dokončno rešena, je meja med Republiko Severno Makedonijo in Republiko Srbijo, o kateri nikdar ni obstajal meddržavni spor. 

### Slovensko-hrvaški mejni spor
Začetek reševanja slovensko-hrvaškega mejnega spora zadeva določitev meje vzdolž celotnega mejnega območja med Republiko Slovenijo n Republiko Hrvaško. S tem namenom je bila leta 1992 ustanovljena Strokovna delovna skupina za vprašanje meje, ki je v letih 1993–94 na kopnem identificirala 53 katastrskih razhajanj, večjih od 50 metrov. V obdobju 1993–1998 je delovala tudi Mešana diplomatska komisija za ugotovitev in demarkacijo slovensko-hrvaške meje in končni sporazum o meji. Ta komisija je v pogajanjih pripravila končni predlog za rešitev celotnega poteka meje na kopnem, z izjemo štirih območij: Prekmurja, Sekuličev, Snežnika (Tomšičeve parcele) in reke Dragonje. Zatem je leta 1999 v sporu poskušal neuspešno posredovati nekdanji ameriški obrambni minister William Perry, vendar neuspešno. Leta 2001 so se pogajanja ponovno nadaljevala na ravni Mešane diplomatske komisije in zatem še na ravni predsednikov vlad preko posebne pogajalske delegacije, kar se je končalo 20. julija 2001, ko je bila parafirana Pogodba o skupni državni meji  (sporazum Drnovšek-Račan). To pogodbo sta dan prej potrdili obe vladi ter zunanjepolitični odbor slovneksega parlamenta. Zatikati pa se je začelo v hrvaškem parlamentu, kjer dosežen dogovor ni imel zadostne podpore in septembra 2002 je Hrvaška Sloveniji poslala pismo, v katerem je sporočila, da ne more sprejeti parafirane pogodbe.
Med letoma 2002 in 2008 je na več mejnih točkah prihajalo do pogostih incidentov in to kljub temu, da je bila na skupni seji slovenske in hrvaške vlade 10. junija 2005 sprejeta Skupna izjava o izogibanju incidentom, katere namen ni bil reševanje mejnega vprašanja med državama, temveč potrditev spoštovanja stanja na dan 25. junija 1991 z namenom izogibanja incidentom. 
Leta 2007 sta si državi izmenjali predloga glede sodnega reševanja spora. Julija 2007 je Slovenija predlagala reševanje spora o celotni meji pred Sodiščem za spravo in arbitražo OVSE, kar je Hrvaška zavrnila, v začetku avgusta 2007 pa je Hrvaška predlagala rešitev spora pred Mednarodnim sodiščem za pomorsko mednarodno pravo (ITLOS) v nemškem Hamburgu, kar pa je zavrnila Slovenija z utemeljitvijo, da bi to sodišče odločalo zgolj o razmejitvi na morju, ne pa tudi na kopnem. Ker je s tem reševanje mejnega spora zašlo v slepo ulico, sta 27. avgusta 2007 predsednika slovenske in hrvaške vlade (Janša in Sanader) dosegla načelno soglasje (Blejski dogovor), po katerem bi bil mejni spor rešen po sodni poti, torej ob posredovanju tretje strani. V ta namen je bila imenovana Mešana slovensko-hrvaška skupina pravnih strokovnjakov, katere naloga naj bi bila priprava predloga takšnega posebnega sporazuma. Vendar do tega ni prišlo, zato sta aprila 2008 slovenska vlada in zunanjepolitični odbor slovenskega parlamenta sprejela izhodišča za pogajanja o Posebnem sporazumu med Slovenijo in Hrvaško o predložitvi mejnega spora Meddržavnemu sodišču v Haagu ali arbitraži. Septembra 2008 je svoj predlog Posebnega sporazuma posredovala tudi Hrvaška in predlagala nadaljevanje pogajanj. Mešana skupina pravnih strokovnjakov je zasedala štirikrat, zadnjič 28. januarja 2009. Ker dogovora ni bilo možno doseči, je slovenski del skupine prenehal delovati marca 2009. 
Že pred tem je prišlo na Hrvaškem do padca vlade Iva Sanaderja, vodenje vlade pa je prevzela Jadranka Kosor. V Sloveniji je bila vlada Janeza Janše na parlamentarnih volitvah poražena. Nova slovenska vlada je pod vodstvom Boruta Pahorja jeseni 2008 zaradi ugotovljenih hrvaških prejudicev meje v več pogajalskih poglavjih začasno vložila veto na pridružitev Hrvaške Evropski uniji in s tem zaustavila pogajanja Hrvaške z EU. Decembra 2008 je slovenska vlada poskušala doseči umik omenjenih prejudicev s pomočjo francoskega posredovanja, vendar zadostnih zagotovil za njihovo odpravo ni dobila. Januarja 2009 se je na pobudo takratnega komisarja za širitev EU Ollija Rehna začel tako imenovani Rehnov proces, ki se je končal 18. junija 2009, ko je Hrvaška v Bruslju izstopila iz procesa pogajanj. Rehn se je januarja 2009 zavzel za istočasno reševanje vprašanja meje med Slovenijo in Hrvaško ter vprašanja hrvaškega zastoja v pristopnih pogajanjih z EU. Ker je Hrvaška zavrnila njegov prvotni predlog za mediacijo, je marca 2009 predlagal rešitev spora s pomočjo arbitraže, s čimer se je Slovenija načeloma strinjala, vendar pod pogojem upoštevanja stanja na dan 25. junij 1991 in načela pravičnosti (ex aequo et bono/pravično in pošteno) oz. upoštevanja vitalnih interesov in pomembnih okoliščin. Hrvaška je tudi ta predlog zavrnila in vztrajala na reševanju spora pred Meddržavnim sodiščem v Haagu. Aprila 2009 je bil predlagan osnutek Sporazuma o reševanju spora (t. i. prvi Rehnov predlog). Hrvaška je tokrat predlog sprejela, Slovenija pa je k predlaganemu osnutku dala amandmaje, zato je komisar Rehn junija 2009 predstavil drugi predlog, ki je upošteval slovenske amandmaje, s čimer se Hrvaška ni strinjala in 18. junija 2009 v Bruslju odstopila od nadaljnjih pogovorov. Konec julija 2019 sta se na gradu Trakoščan sestala predsednika obeh vlad, Borut Pahor in Jadranka Kosor in se dogovorila glede nadaljevanja pogovorov na podlagi treh načel: Hrvaška ustrezno odpravi prejudice, Slovenija da soglasje k nadaljevanju hrvaških pristopnih pogajanj k EU in sklenjen bo dogovor glede rešitve mejnega vprašanja. Po dokončanju ustreznih postopkov je bil 4. novembra 2009 v Stockholmu podpisan arbitražni sporazum med Vlado Republike Slovenije in Vlado Republike Hrvaške. Podpisala sta ga predsednika vlad obeh držav Borut Pahor in Jadranka Kosor ter švedski predsednik vlade v imenu predsedstva Sveta EU. Sporazum je predvideval ustanovitev posebnega sodišča, ki je imelo nalogo razrešiti problem celotne meje med Slovenijo in Hrvaško, pri čemer je sodišče moralo izhajati iz predpostavke, da meja na kopnem že obstaja, a je potrebno ugotoviti njen točen potek, medtem ko je moralo sodišče mejo na morju na novo določiti. Jugoslavija je namreč imela skupno morje, ki ni bilo nikdar razdeljeno med republike. 
Postopek pred sodiščem se je pričel s pisnim delom 11. februarja 2013, s predajo memorandumov arbitražnemu sodišču, v katerem sta državi predstavili svoja stališča glede poteka meje. Zatem je sledila priprava protiargumentov na stališča nasprotne strani. Julija 2014 je potekala ustna obravnava. Julija 2015 sta srbski časnik Kurir in hrvaški dnevnik Večernji list objavila novico in kasneje tudi zvočne posnetke telefonskih pogovorov med slovensko agentko Simono Drenik in arbitrom Jernejem Sekolcem. Po tem dogodku je Jernej Sekolec kot arbiter odstopil. Hrvaška je zatem predlagala suspenz procesa, kar je Slovenija zavrnila. Za nadaljevanje se je zavzela tudi evropska komisija, ne glede na to, ali bo Hrvaška enostransko odstopila od sporazuma. Hkrati je komisija pozvala Hrvaško, da naj postopek nadaljuje, vendar je Hrvaška enostransko odstopila od arbitražnega sporazuma, pri čemer je odstopil tudi hrvaški arbiter Budimir Vukas. V skladu z Arbitražnim sporazumom je zatem arbitražno sodišče v ločenem postopku presodilo, da je Slovenija s svojim ravnanjem sicer res prizadela delo sodišča, da pa se prizadetost ni nanašala na samo bistvo postopka in zato nobena stranka ne more tega uporabiti kot razlog za odstop od sporazuma. Proces pred sodiščem se je nadaljeval in sodišče je imenovalo dva nova arbitra, namesto Sekolca in Vukasa. 29. junija 2017 je sodišče sporočilo končno razsodbo, katere izvrševanje pa Hrvaška zaenkrat zavrača. Evropska komisija Hrvaško poziva k spoštovanju in izvrševanju odločitve sodišča. Razsodba arbitražnega sodišča je mednarodnopravno zavezujoča ne zgolj za obe državi, temveč velja tudi nasproti tretjim državam in pomeni dokončno rešitev mejnega spora. Spor o izvrševanju odločbe sodišča je trenutno na Sodišču Evropske unije, kjer Slovenija toži Hrvaško zaradi nespoštovanja evropskega prava. Evropska komisija se postopku ni pridružila. 
Rešitve mejnega spora na treh najbolj spornih območjih
Piranski zaliv in razmejitev morja
Socialistična federativna republika Jugoslavija (SFRJ) je mejo s sosednjo Republiko Italijo določila s simskimi sporazumi, podpisanimi novembra 1975 v južnoitalijanskem mestecu Osimo blizu Ancone. Osimski sporazumi so stopili v veljavo 11. oktobra 1977 in so določali tudi morsko mejo med državama. Po podpisu teh sporazumov je SFRJ teritorialne vode Jadranskega morja opredelila kot last zvezne države. Na dan 25. junij 1991, ko je Slovenija razglasila neodvisnost, s čimer je SFRJ razpadla, je imela Slovenija teritorialni izhod na odprto morje, kar je pomenilo, da se je slovensko teritorialno morje stikalo z odprtim morjem. V skladu s spoštovanjem stanja na dan 25. junij 1991, kar sta večkrat potrdili tako Slovenija kot Hrvaška, ima Slovenija tak izhod še danes (nasledstvo osimskih sporazumov; Pogodbe med SFRJ in Republiko Italijo s prilogami od I do X z dne 10. novembra 1975). Meja med SFRJ in Italijo je na jugu segala do točke 5 (T5), ki je točka teritorialnega izhoda Slovenije na odprto morje (na T5 se začne območje odprtega morja v Jadranskem morju). Slovenija je hkrati tudi naslednica sporazuma med SFRJ in Italijo o razmejitvi epikontinentalnega pasu med državama iz leta 1968, pri čemer je Italija Republiki Sloveniji pripoznala nasledstvo tega sporazuma. Ker ima Slovenija epikontinentalni pas, ima tudi teritorialni izhod na odprto morje, ob tem pa je na dan 25. junij 1991 izvajala jurisdikcijo na območju celotnega Piranskega zaliva, vse do točke T5. To je z noto zunanjega ministrstva iz novembra 2003 pripoznala tudi Hrvaška. 